# 構造用合板
構造用合板（こうぞうようごうはん）とは、合板のうち、構造耐力上主要な部分に用いる目的で作られたものをいう。構造用合板は、主に木造建築物の、壁下地材・床下地材・屋根下地材として用いられる。構造用合板は、日本農林規格 (JAS) で定められている。
構造用合板を使って耐力壁や耐力床を作ることにより、耐震性・耐風性を飛躍的に高めることができる。また、副次的な効果として、気密性や防音性を高めることができる。特に枠組壁工法の建築物では、外壁下地・床下地・屋根下地に構造用合板（または構造用パネル）を必ず用いるので、優れた耐震性・耐風性・気密性・防音性が確保できる。

## 特徴
- 厚さ・サイズが豊富である。
- あらゆる方向からの力に対して、高い抵抗力を発揮する。また、規格として、その強度が具体的な数値として定められている。
- 下地材として使われることが多く仕上げに使うことは想定していないため、外見はあまりよくないものが多い。ただし、外見について基準がないわけではなく、これについては後述の板面の品質の項を参照のこと。おもな用途が下地材中心なので、見た目の良いものの生産量は少ないというだけであり、見た目の良いものも商品として存在する。
- 他の合板やボード類に比べ、価格が安い。(ただし石膏ボードよりは高い。)
- 他の合板やボード類に比べ、釘の保持力が非常に高く、強固に取り付けることができる。
- 木製なので、何らかの不燃処理をしていないものは原理的に火に弱い。このため、外壁では外側にモルタルを塗ったり、窯業系のサイディングを取り付けたりして防火性を確保する。また、防火上の観点から、内壁下地や天井下地での使用は好ましくなく、そのような用途には主に石膏ボードが用いられる。なお、十分な厚みのある合板、具体的にはネダノンに代表される24 - 28ミリ以上の構造用合板は、燃焼時に、表面の炭化層が熱伝導と酸素の遮断の役割をはたすので、燃焼の進行をある程度遅らせることが可能であると実験において確認されており、45分準耐火認定を取得している製品もある。平成12年6月の建築基準法改正によって、合板に限らず、あらかじめ設計段階でここまでは燃えても建物は倒壊しないという「燃えしろ」を計算し、太さや厚みに十分なゆとりをもたせることで、RC造等と同等の防火性能を有する木造建築物が認められるようになっており、木造すなわち、火災ですぐに倒壊する、というイメージは過去のものとなりつつある。
- 構造用合板に用いられるフェノール系、レゾルシノール系、あるいはイソシアネート系接着剤は、化学的に安定であり比較的水に強い。しかしながら板が濡れて木部が吸水して膨らんでも接着層は伸びないため、接着層に応力がかかり剥がれる原因になりうる。このため、外壁下地・屋根下地においては、構造用合板の上から防水処理をすることが欠かせない。短時間の濡れに対しては乾かせば問題ないが、木質層が吸水して波打つこともある。浴室内壁など常時濡れるところでの使用は好ましくなく、そのような用途には主にシージングボード（sheathing board、包板：ほうばん）が用いられる。
- 接着剤の層を有するので、白蟻の食害には無垢板より強い。
- 接着剤の層を有するので、透湿性はない。このため住宅においては壁内結露の原因の一つになることがある。
- 樹種としては針葉樹のアカマツまたはカラマツが多いが、トドマツやスギ、ヒノキも使われる。日本におけるカラマツやトドマツは、戦後に植林されたものが伐採期を迎えており、ロシアからの輸入材とある程度価格競争できる状態なので、構造用針葉樹合板は広葉樹の合板よりも国産材の利用率が高い。どの樹種を使うにせよ、丸太から桂剥きして薄板を得た時点で板の品質チェックをしており、構造用に適したもののみが後工程に送られるようになっているので、JASに合致しているものであれば、材料の樹種がなんであれ、構造材としての特性は工学的に保証されている。板の表面の色や木目模様の見え方などには、材料となった木の状態や個性が現れる。
- 合板工場は装置産業である。規模の大きな工場のほうが、製造時の端材廃材を用いたボイラーの熱効率やバイオマス発電の出力が高まるので、合板の製造は大規模工場に集約される傾向にある。工場には全国および海外から材料が集められているが、近年、地産地消が好ましいという観点から、工場の貯木場に届いた原木を生産地ごとに弁別管理し、製造する合板の原料として製品の消費地近くで産出された材をなるべく使うよう配慮している例も見られる。
- 接着剤として使用されるものの多くはホルムアルデヒドとの化合物であるから、ホルムアルデヒドを放出し、シックハウス症候群の原因となりうる。放出を防止するためのキャッチャー剤が配合されているが完全ではない。ただし、構造用合板用の接着剤は、造作用合板に用いられるユリア系よりも化学的に安定なので（そうでなければ耐水性の規格を満たせない）、ホルムアルデヒドの放出は原理的に少なめである。またイソシアネート系接着剤は、最初から成分にホルムアルデヒドを含んでいないので、その放出もない（木材自身が自然に持っている分をのぞく。天然の無垢材でも、ホルムアルデヒドの放出はゼロではない）。なお、意図しないホルムアルデヒドの放出とは異なり、防腐剤や防蟻剤（共に木材保存剤）は、材の用途に応じて目的を持って意識的に使用すべき毒物であり、接着剤のホルムアルデヒドと同列に論じることはできない。無垢材であっても屋外使用するのであれば、防腐防蟻処理は欠かせない。
- 合板の寿命については、少なくとも20 - 30年程度は問題ないとされている。しかし、規格が定まってからの使用実績の期間が長くないため、何十年までなら十分な強度を保てるか、実績を根拠とした超長期の保証はなされていない。乾燥した環境であれば、終戦直後に建設された、耐水性の低いユリア系接着剤を用いた合板による木造建造物であっても、健全な状態で残っているのに対し、高湿度の環境では耐水性の高い材料を用いたものでも早く劣化する。

## 分類

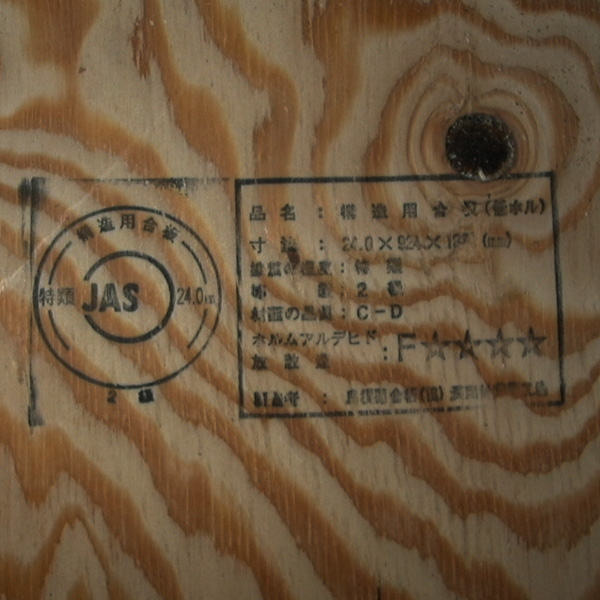
構造用合板の分類を表すスタンプ

構造用合板には以下の分類がある。JASの基準に合格した構造用合板には、これらを示すスタンプが押されている。

### 寸法
厚さは主に、9 mm、12 mm、15 mm、18 mm、24 mm、28 mmなどがある。壁下地には、9 mmや12 mmのものが用いられる。屋根下地には、12 mm - 18 mmのものが用いられる。床下地には、12 mm - 28 mmのものが用いられる。なお、特に24 mmと28 mmのものは厚物構造用合板と呼ばれ、曲げに強いために根太を省略することができることから、近年よく使われている。
サイズは主に、910 mm×1820 mm、910 mm×2440 mm、910 mm×2730 mm、910 mm×3030 mmなどがあるが、もっとも普及しているサイズは、910 mm×1820 mm（約3尺×6尺、通称サブロク）である。
屋根下地や床下地には、910 mm×1820 mmのものを千鳥に並べて使う。壁下地には、木造軸組工法の場合は主に910 mm×2730 mmのものを、枠組壁工法の場合は主に910 mm×2440 mmのものを、縦長に使う。

### 接着性能
構造用合板は、複数枚数の単板（ベニヤ）を、繊維方向を交互に重ねて熱圧接着したものであるから、接着剤を用いている。接着性能としては、特類と1類がある。特類は、常時湿潤状態における接着性能が確保されており、外壁下地、床下地、屋根下地など、（施工中を含めて）水に濡れる恐れのある場所に使う。1類は、水に濡れる恐れのない場所に使う。

### 等級
等級は強度により、1級と2級がある。1級のものは曲げ性能、面内せん断性能等について試験を実施し、特定の基準値を満たしたものを示す。2級のものは、そうでないものを示す。一般的に構造用合板は2級でもこれらの特性に優れているため、特別な用途でない限り、壁下地・床下地・屋根下地においては2級が主に用いられる。

### 板面の品質 (A - D)
JAS規格では、構造用合板の表面と裏面の品質をそれぞれAからDまでの4段階で表している。Aの方が節が少なく、Dの方は大きな節が多い。一般的に下地材では見栄えは重要でないことから、製造されているもののほとんどはC - Dとなっている。材料として多く使用されるカラマツは幹から太枝が輪生状に生えるため、丸太をかつらむきして合板を作ると特定の箇所に節が集中する傾向があり、製品仕様としてはC - Dの品質しか保証しないとされているもののなかにも、たまたま節の少ない製品は存在するが、内装材として兼用することを想定し、片面だけ表面の状態のよいBを選び、直接クロス貼りすることができるよう品質管理された製品もある。

### ホルムアルデヒド放散量
有害物質であるホルムアルデヒドの放散量をF☆～F☆☆☆☆で表す。F☆☆☆☆の方が放散量が少なく安全である。近年では、シックハウス症候群への関心の高まりから、ほとんどF☆☆☆☆しか使われない。F☆☆☆以下のものは使用量に制限がある。

## 構造用合板を直接打ち付けた耐力壁

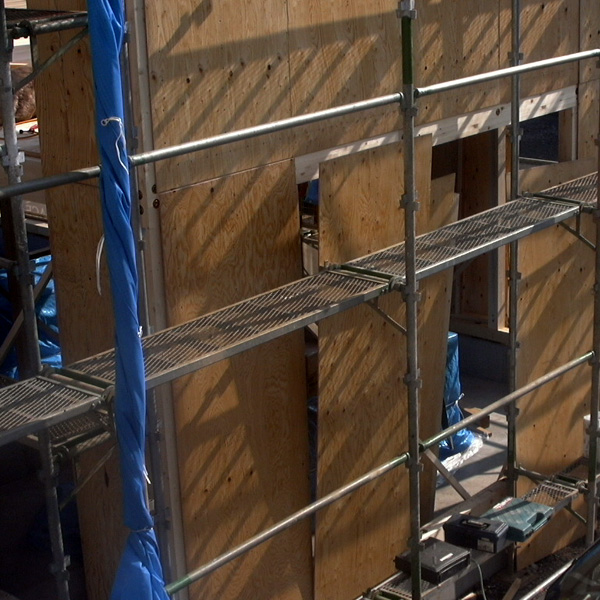
構造用合板を直接打ち付けた耐力壁の施工例

木造軸組工法の建築物では、厚さ7.5 mm以上の構造用合板（特類）を、N50釘を用いて外周部・中間部とも150 mm間隔で軸組み（柱・梁・土台）及び間柱に直接打ち付けることにより、壁倍率2.5倍 (=4.90 kN/m) の耐力壁を作ることができる。この際、釘の種類と間隔を守り、釘頭が構造用合板にめり込まないようにすること。なお、梁の出に干渉する部分は、構造用合板を欠き込み、その付近の釘を増し打ちする。
また、枠組壁工法の建築物では、厚さ9mm以上の構造用合板（特類）を、CN50釘を用いて、外周部においては100 mm間隔、中間部においては200 mm間隔で枠組みに直接打ち付けることにより、壁倍率3.0倍 (=5.88 kN/m) の耐力壁を作ることができる。この際、釘の種類と間隔を守り、釘頭が構造用合板にめり込まないようにすること。
構造用合板を直接打ち付けた耐力壁は、筋交いを使った耐力壁に比べ、強度など多くの点で優れている。近年では、外壁面においては、筋交いを省略し、代わりに構造用合板を直接打ち付けて耐震性や耐風性を確保している住宅も多い。また、構造用合板と筋交いの両方を使えばさらに強度を高めることができる。
|                | 構造用合板を直接打ち付けた耐力壁                                                       | 筋交いを使った耐力壁                                                                              |
| -------------- | -------------------------------------------------------------------------------------- | ------------------------------------------------------------------------------------------------- |
| 剛性           | 施工精度にかかわらず、釘のガタがないため、剛性が高い。                                 | 施工精度が悪いと筋交い両端部のガタがあるため、剛性が低い。                                        |
| 粘り強さ       | 大量の釘が抵抗するため、大変形時も粘り強い。                                           | 大変形時には、筋交いが折れたりはずれたりしやすい。                                                |
| 方向性         | あらゆる方向の力に対し均等に効き、応力分散効果に優れている。                           | 筋交いは圧縮には強いが引張りには弱い。このため、タスキ掛けにしたりV字型に入れたりする必要がある。 |
| 腰壁・垂れ壁   | 腰壁・垂れ壁なども有効に働き、さらに強度が上がる。                                     | 腰壁・垂れ壁には筋交いを入れられない。                                                            |
| 高強度耐力壁   | さらに多くの釘を打つことで、さらに強度が上がる。                                       | さらに金物補強しても材に割り裂きが発生し、強度は上がらない。                                      |
| 金物の納まり   | 金物は少なく、ホールダウン金物が容易に納まる。                                         | 筋交い両端部に筋交い金物やホールダウン金物が輻輳し、すべてを納めることは難しい。                  |
| 断熱材の納まり | 壁の中に筋交いがないため、厚手の断熱材を均一に取り付けられる。                         | 筋交いと断熱材が干渉し、特にタスキ掛け場合、断熱材を均一に取り付けることが難しい。                |
| 気密性など     | 隙間が少なく、屋外の空気と室内の空気をシャットアウトできるため、気密性・防音性が良い。 | 隙間からの空気もれが多く、気密性・防音性が悪い。                                                  |

## 構造用合板を直接打ち付けた耐力床

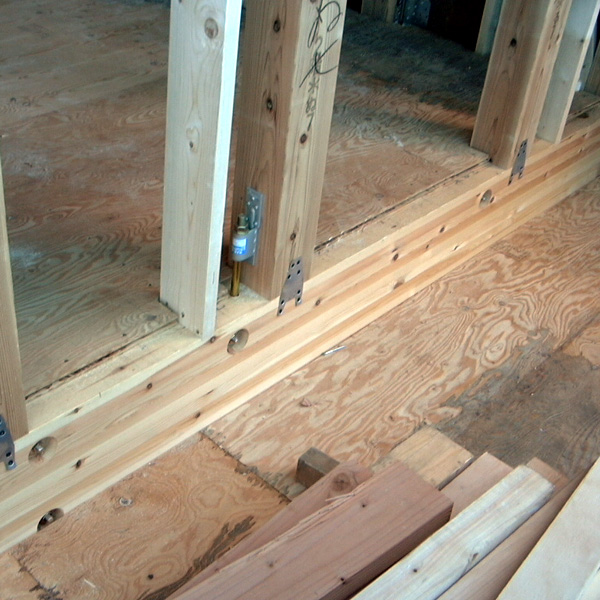
構造用合板を直接打ち付けた耐力床の施工例

木造軸組工法の建築物では、厚さ12 mmの構造用合板を、N50釘を用いて外周部・中間部とも150 mm間隔で梁及び根太に直接打ち付けることにより、床倍率2.0倍 (=3.92 kN/m) の耐力床を作ることができる。この場合、根太は落とし根太とし、梁天端と高さを揃えること、根太の間隔は340 mm以下とすること。また、釘の種類と間隔を守り、釘頭が構造用合板にめり込まないようにすること。なお、柱や間柱に干渉する部分は、構造用合板を欠き込み、その付近の釘を増し打ちする。
また、厚さ24 mm - 28 mmの構造用合板を、N75釘を用いて外周部・中間部とも150 mm間隔で梁などに直接打ち付けることにより、床倍率3.0倍 (=5.88 kN/m) の耐力床を作ることができる。この場合根太は必要ない。梁の間隔は縦横とも910 mmとすること。釘の種類と間隔を守り、釘頭が構造用合板にめり込まないようにすること。なお、柱や間柱に干渉する部分は、構造用合板を欠き込み、その付近の釘を増し打ちする。
構造用合板を直接打ち付けた耐力床は、火打ちを用いた耐力床に比べ、強度など多くの点で優れている。近年では、床構面においては、火打ちを省略し、代わりに構造用合板を直接打ち付けて耐震性や耐風性を確保している住宅も多い。
|                | 構造用合板を直接打ち付けた耐力床                                                     | 火打ちを使った耐力床                                                                       |
| -------------- | ------------------------------------------------------------------------------------ | ------------------------------------------------------------------------------------------ |
| 剛性           | 施工精度にかかわらず、釘のガタがないため、剛性が高い。                               | 施工精度が悪いと、火打ち両端部のガタがあるため、剛性が低い。                               |
| 粘り強さ       | 大量の釘が抵抗するため、大変形時も粘り強い。                                         | 大変形時には、火打ちが折れたりはずれたりしやすい。                                         |
| 方向性         | あらゆる方向の力に対し均等に効き、応力分散効果に優れている。                         | 火打ちは圧縮には強いが引張りには弱い。このため、梁で囲まれる区画の四隅に入れる必要がある。 |
| 高強度耐力床   | さらに多くの釘を打つことで、さらに強度が上がる。                                     | さらに金物補強しても材に割り裂きが発生し、強度は上がらない。                               |
| 断熱材の納まり | 厚手の断熱材を均一に取り付けられる。                                                 | 転ばし根太の間に断熱材を入れるため、45 mm程度の厚さが限度である。                          |
| 気密性など     | 隙間が少なく、床下の湿った空気や天井裏の熱い空気をシャットアウトでき、気密性が高い。 | 床下の湿った空気や天井裏の熱い空気が、隙間から外壁や内壁の中に流れ込み、気密性が悪い。     |

## 構造用合板の問題点とその他の耐力面材
構造用合板は接着剤を使用した製品であるために、寿命は接着剤の劣化速度に大きく左右される。また接着剤を使用する以上シックハウス症候群の問題から完全に逃れることが出来ず、透湿性も得られない。このため構造材として、火山性ガラス質複層板が開発・販売されている。火山性ガラス質複層板はホルムアルデヒドを全く放出せず、寿命も半永久的である。透湿性も持つが、構造用合板と比較して高価である。火山性ガラス質複層板も壁倍率が設定されており耐力壁には使用できるが、床や勾配部分には倍率設定の認可を受けた製品は存在しない(2010年現在)。このため、構造用合板を全く使用せず、耐震強度の認定をうける建物を建築する場合は、床に無数の火打ちを設置するか、水性高分子-イソシアネート系接着剤を使用した幅ハギ集成パネルを採用するしか方法がない。